# Этвиль-ан-дер-Лиммат
Этвиль-ан-дер-Лиммат (нем. Oetwil an der Limmat) — коммуна в Швейцарии, в кантоне Цюрих.
Входит в состав округа Дитикон. Население составляет 2222 человека (на 31 декабря 2007 года). Официальный код — 0246.